# Frank Luther Mott
Frank Luther Mott (Rose Hill, 4 aprile 1886 – Columbia, 23 ottobre 1964) è stato uno storico e giornalista statunitense.

## Biografia
Nato a Rose Hill, nello stato statunitense dell'Iowa, studiò al Simpson College di Indianola. Frequentò l'università di Chicago e al termine fu giornalista prima del Marengo Republican e poi del Grand Junction Globe.
Ottenne un Master of Arts alla Columbia University, coniò il termine fotogiornalismo nel 1924
Nel 1939 venne premiato con il premio Pulitzer per la storia per A History of American Magazines, e vinse il premio Bancroft nel 1958 per la medesima opera.

## Opere
- Editor, Interpretations of Journalism: A Book of Readings with Ralph D. Casey 1937.
- A History of American Magazines, 1938.
- Golden Multitudes: the Story of Best Sellers in the United States, 1947.
- The Old Printing Office with John DePol, 1962.
- American Journalism, a History, 1690-1960, 1962.